# Edifici del Centre Moral de Gràcia
L'Edifici del Centre Moral i Instructiu de Gràcia, situat al carrer de Ros de Olano de la Vila de Gràcia (Barcelona), està catalogat com a bé cultural d'interès local. Actualment, és la seu del Centre Moral i Instructiu de Gràcia i de la Colla Timbaler del Bruc de Sant Medir.

## Història
Va ser projectat el 1904 per Francesc Berenguer, que en aquella època era el vicepresident de l'entitat, tot i que els plànols foren signats per Miquel Pascual, ja que Berenguer no tenia el títol d'arquitecte.

## Descripció
Consta de planta baixa i dos pisos, i és de planta en forma de «L». Disposa d'un llarg passadís que comunica amb les estances de la dreta i del fons de la parcel·la, on hi ha un petit teatre (vegeu Teatre del Centre Moral i Instructiu de Gràcia).
La façana té una composició d'obertures de tres eixos verticals, sent el central el protagonista al disposar del balcó i l'obertura més gran. Té una planta baixa amb obertures molt verticals emmarcades amb maó vist com la major part de la façana. Apareixen arcs escarsers sobre les finestres i arc carpanell sobre el portal d'accés.
Al pis hi ha un balcó central amb llosana ovalada formada per cinc filades de maó vist en voladís una sobre l'altre. Aquest balcó es completa amb barana de ferro forjat i obertura descarregada mitjançant un arc de llibret de totxo, solució emprada també en altres obertures menors, com la sèrie que conforma la galeria del segon pis.
La teulada és plana amb terrat del qual surt un àtic a línia de façana. El remat perimetral de la façana és un mur també de maó vist que fa de barana i està força ornat amb elements de maó semblant merlets.
Artísticament cal destacar el treball de maó, que amb una tècnica molt acurada soluciona tots els elements de la façana: arcs, emmarcaments, trencaaigües i remats. També són notables les complexes baranes de ferro forjat dels balcons i els suports de ferro de les banderes i llums de la façana. L'edifici es considera modernista pel tipus d'estil de les decoracions i el domini en la utilització del maó i el ferro. Dins de l'estil modernista, el tipus de composició de façana té influència medievalista pel domini del ple sobre el buit i el remat amb merlets.